# 巴西夫卡 (苏梅区)
巴西夫卡是乌克兰北部蘇梅州蘇梅區尤纳基夫卡市镇内的村庄。

## 人口统计
根据2001年烏克蘭人口普查，该村的人口为647人。该村人口的母语比率占比：
- 乌克兰语：91.96%
- 俄语：7.42%